# Os spleniale
Het os spleniale is een klein bot in de onderkaak van amfibieën en reptielen, waaronder de dinosauriërs inclusief de vogels. Het bevindt zich meestal aan de kant van de tong tussen het os angulare en het os suprangulare. Het kan zich bandvormig naar voren uitstrekken aan de binnenkant van het dentarium, de tongzijde van de tandrij versterkend.